# Hafellia subcrassata
Hafellia subcrassata är en lavart som beskrevs av Pusswald 2000. Hafellia subcrassata ingår i släktet Hafellia och familjen Caliciaceae.   Inga underarter finns listade i Catalogue of Life.